# Heterodactyla
Heterodactyla är ett släkte av koralldjur. Heterodactyla ingår i familjen Thalassianthidae.
Kladogram enligt Catalogue of Life:
| Heterodactyla | \| \| Heterodactyla hemprichi \| \| \| \| \| \| Heterodactyla hypnoides \| \| \| \| |
|               | \| \| Heterodactyla hemprichi \| \| \| \| \| \| Heterodactyla hypnoides \| \| \| \| |
|               | Actineria                                                                           |
|               |                                                                                     |
|               | Cryptodendrum                                                                       |
|               |                                                                                     |
|               | Thalassianthus                                                                      |
|               |                                                                                     |
|               | Heterodactyla hemprichi                                                             |
|               |                                                                                     |
|               | Heterodactyla hypnoides                                                             |
|               |                                                                                     |

|  | Heterodactyla hemprichi |
|  |                         |
|  | Heterodactyla hypnoides |
|  |                         |